# 東日本旅客鉄道水戸支社
東日本旅客鉄道水戸支社（ひがしにほんりょかくてつどうみとししゃ）は、東日本旅客鉄道（JR東日本）の地域支社。旧日本国有鉄道水戸鉄道管理局の流れを汲んでいる。
JR東日本管内で唯一、首都圏エリア（浪江駅以南）と仙台エリア（小高駅以北）の異なる2つのSuicaエリアを受け持っている。
2026年に組織改正により水戸支社が廃止され、管轄の業務は水戸・土浦・浜通りの各事業本部に移管される予定。

## 支社所在地
- 茨城県水戸市三の丸1-4-47

## 歴史
- 1950年（昭和25年）8月1日 - 東京鉄道局水戸管理部と宇都宮管理部の一部を統合し、水戸鉄道管理局発足。
- 1987年（昭和62年）4月1日 - 東日本旅客鉄道 東京圏運行本部水戸運行部に改称。
- 1988年（昭和63年）
  - 4月1日 - 東日本旅客鉄道 水戸支社発足。同時に常磐線坂元駅 - 岩沼駅間および磐越東線小川郷駅 - 平駅を東北地域本社（現東北本部）に移管。
  - 4月11日 - 真岡線を真岡鐵道に経営移管。
  - 6月20日 - 水戸線に玉戸駅と大和駅を新設。
- 1994年（平成6年）12月3日 - 常磐線と磐越東線が接続する平駅をいわき駅に改称。
- 1998年（平成10年）3月14日 - 常磐線にひたち野うしく駅を新設。
- 2004年（平成16年）3月13日 - 常磐線の川尻駅を十王駅に改称。
- 2019年（平成31年）4月20日 - 常磐線に臨時駅としてJヴィレッジ駅を新設[2][3]。同駅は翌年3月14日より常設化された。
- 2020年（令和2年）
  - 3月14日 - 常磐線の佐貫駅を龍ケ崎市駅に改称。
  - 3月31日 - 水戸駅のびゅうプラザが閉店となり、水戸支社管内はびゅうプラザが完全撤退。
  - 12月18日 - 支社ウェブサイト（jrmito.com）を閉鎖、本社サイト（jreast.co.jp）に統合｡
- 2026年（令和8年）7月1日（予定） - 組織改正により水戸支社が廃止され、水戸・土浦・浜通りの3つの事業本部に分割改組される[4]。

## 管轄路線
主に茨城県と福島県浜通りの路線を管轄している。2021年3月31日時点で、合計469.8kmの在来線、113の駅（偕楽園駅を含む）を管轄している。
- 茨城県取手市の常磐線取手駅は首都圏本部の管轄。
- 茨城県内の鹿島線は千葉支社の管轄。
- 茨城県古河市の宇都宮線と古河駅は大宮支社の管轄。
- 茨城県内の東北新幹線（駅設置なし）は新幹線統括本部の管轄。
- 福島県浜通りの路線のうち、いわき市内の磐越東線赤井駅 - 川前駅間は東北本部の管轄。

路線
※支社境界はいずれも閉塞区間上にあるため、境界線の内側の停車場（駅・信号場など）を記載している。なお、●印が付いた路線は他線接続駅しか管理区間内に入っていない路線である。
| 路線名    | 区間                       | 駅数 |
| --------- | -------------------------- | ---- |
| 常磐線    | 藤代駅 - 新地駅            | 56   |
| 水戸線    | 小田林駅 - 友部駅          | 14   |
| 水郡線    | 水戸駅 - 磐城守山駅        | 38   |
| 水郡線    | 上菅谷駅 - 常陸太田駅      | 5    |
| ●磐越東線 | いわき駅含む常磐線並走区間 | 0    |

駅数・支社境界についての注釈
1. ↑  取手駅との間の、藤代高等学校南西付近（日暮里起点39.9km地点）に首都圏本部との境界がある。
2. ↑  東日本大震災の被災以前は、坂元駅との間の福島県と宮城県の県境付近（日暮里起点317.4km地点）に東北本部との境界があった。
3. ↑  偕楽園駅（臨時駅）を含む。
4. ↑  小山駅との間の第二犬塚踏切から小田林寄り（小山起点3.1km地点）に大宮支社との境界がある。
5. ↑  常磐線と接続する友部駅は含まない。
6. ↑  安積永盛駅との間で跨ぐ阿武隈川の橋梁の東側（水戸起点135.0km地点）に東北本部との境界がある。
7. ↑  常磐線と接続する水戸駅は含まない。
8. ↑  支線分岐駅である上菅谷駅は含まない。
9. ↑  赤井駅との間の、常磐線並走区間の手前（いわき起点1.0km地点）に東北本部との境界がある。
10. ↑  いわき駅は常磐線の駅として計上される。

なお、旧国鉄水戸鉄道管理局との相違点は次のとおり。
- 常磐線：終点岩沼駅手前までが水戸局。
- 磐越東線：平駅（現在のいわき駅） - 小川郷駅を水戸局が管轄していた。

## 駅・乗務員区所
- 水戸統括センター - 友部駅、水戸駅、下館駅、上菅谷駅、乗務員[6]
- 勝田統括センター - 勝田駅、日立駅、高萩駅、乗務員[6]
- 土浦統括センター - 龍ケ崎市駅、土浦駅、石岡駅、乗務員[6]
- いわき統括センター - いわき駅、泉駅、乗務員
- 原ノ町統括センター - 原ノ町駅、乗務員
- 水郡線統括センター - 常陸大子駅、乗務員

水戸支社管内の統括センターにおいては、乗務員を乗務ユニットなどの名称で区別していない。

## 設備保全区所

### 保線関係区所
- 土浦保線技術センター
  - 友部派出
- 水戸保線技術センター
  - 常陸大子エリアセンター（旧・水郡線営業所 保線科）
  - 高萩派出
- いわき保線技術センター
  - 原ノ町派出

### 電気関係区所
- 水戸電力技術センター
  - いわきメンテナンスセンター
  - 原ノ町メンテナンスセンター
- 水戸信号通信技術センター
  - いわきメンテナンスセンター
  - 原ノ町メンテナンスセンター

### その他の区所
- 水戸土木技術センター
  - いわき派出
- 水戸建築技術センター
- 水戸機械技術センター（廃止）
- 設備部　機械設備センター

## 乗車人員ベスト20
2022年度、水戸支社管内で一日平均の乗車人員が多かった20駅は下記の通り。
| 順位 | 駅名             | 一日平均 乗車人員 | 順位 | 駅名     | 一日平均 乗車人員 |
| ---- | ---------------- | ----------------- | ---- | -------- | ----------------- |
| 1    | 水戸駅           | 25,161人          | 11   | 赤塚駅   | 5,450人           |
| 2    | 土浦駅           | 13,343人          | 12   | 藤代駅   | 5,027人           |
| 3    | 勝田駅           | 10,878人          | 13   | 神立駅   | 4,667人           |
| 4    | 牛久駅           | 10,322人          | 14   | いわき駅 | 4,662人           |
| 5    | 龍ケ崎市駅       | 9,837人           | 15   | 石岡駅   | 4,563人           |
| 6    | 日立駅           | 8,306人           | 16   | 東海駅   | 4,180人           |
| 7    | 大甕駅           | 7,856人           | 17   | 佐和駅   | 3,255人           |
| 8    | 荒川沖駅         | 6,542人           | 18   | 友部駅   | 2,868人           |
| 9    | ひたち野うしく駅 | 5,824人           | 19   | 下館駅   | 2,777人           |
| 10   | 常陸多賀駅       | 5,454人           | 20   | 十王駅   | 2,537人           |

## 関連会社
- JR水戸鉄道サービス